# 蒙古百里香
蒙古百里香（學名：Thymus michaelis）是唇形科百里香属的一个种，原产蒙古地区。